# Приговор (фильм, 1988)
«Пригово́р» (хинди कयामत से कयामत तक, Qayamat Se Qayamat Tak) — индийский фильм 1988 года, режиссёр Мансур Кхан.
Indiatimes Movies включил картину в число «25 фильмов Болливуда, которые необходимо посмотреть».

## Сюжет
В основу сюжета легла трагедия «Ромео и Джульетта». В фильме рассказывается об истории любви Раджа и Рашми. Однако на пути к счастью стоит вражда их богатых семей. Влюблённым удаётся убежать из дома, однако их родители подсылают киллера.
В деревне живёт уважаемый зажиточный землевладелец Джасван Сингх со своей семьёй: брат Тханрадж с женой и сыном Раджем, сестра Парвати с мужем и сыном Шьямом, и младшая юная сестрёнка Мадхумати.
Джасван Сингх получает приглашение от другого уважаемого зажиточного землевладельца Радхувира Сингха на свадьбу его сына — Ратана. Плачущая Мадхумати признаётся дома, что беременна от Ратана. Братья, Джасван и Тханрадж, идут в дом Радхувира Сингха рассказать правду. Но Ратан рьяно всё отрицает, и его отец верит ему. Братья уходят ни с чем. После их ухода мать Ратана говорит мужу, что слышала разговор Ратана и Мадхумати, и бедняжка действительно беременна от их сына. Она умоляет мужа отменить свадьбу и женить сына на Мадхумати. Но Радхувир говорит, что в его доме не место девушке, которая не сохранила честь до свадьбы.
В день свадьбы Ратана Мадхумати перерезает себе вены. Её бездыханное тело Тханрадж приносит в дом Радхувира и убивает Ратана их ружья.
Суд выносит Тханраджу приговор: пожизненное заключение. Однако, спустя 14 лет, Тханрадж попадает под амнистию и выходит на свободу.
Он узнаёт, что за это время его брат продал дом в деревне и переехал в Дели, где открыл фабрику по производству и продаже ткани, и весьма преуспел. Сын Радж вырос, вырос и племянник Шьям. Джасван так и не женился, посвятив себя воспитанию Раджа.
Радхувир Сингх умер, и власть в доме перешла его старшему сыну - Рандхиру Сингху. Он и его семья так же переехали в Дели, хотя продолжают заниматься землевладением и регулярно приезжают в родную деревню. Семьи по-прежнему враждуют и пытаются мешать друг друг в бизнесе.
Джасван и Тханрадж просят Раджа и Шьяма поехать по делам в деревню, так как Рандхир Сингх не знает, как они выглядят. Сделав дела, юноши из любопытства проникают в дом Рандхира, где идёт праздник по случаю совершеннолетия дочери Рандхира — Рашми. Рандхир принимает Раджа за сына близкого друга и крепко обнимает. Однако, вскоре приходит настоящий сын друга, и обман раскрывается. Радж и Шьям убегают из дома. Рандхир догадывается, кем именно они являются.
Спустя время Рашми с матерью и тётей едет на курорт, куда, по случайному совпадению, едут и Радж со Шьямом и их друзья. Радж выходит на вечернюю пробежку. Рашми, фотографируя закат, видит на его фоне бегущий силуэт, и начинает фотографировать. Так Радж знакомится с Рашми. Он узнаёт её, так как видел на празднике. Рашми же даже не подозревает, кем на самом деле является Радж. Рашми приглашает Раджа на свидание, и Радж готов пойти, но Шьям, так же зная, кем является Рашми, его отговаривает.
Расстроенная Рашми торопится уехать из отеля в туристический лагерь, куда звала её подруга — Кавита. По дороге автобус сломался. Во время вынужденной стоянки Рашми отправляется в лес сделать фотографии, где к ней пристают хулиганы. Убегая от них, Рашми заблудилась и случайно нарвалась на так же заблудившегося Раджа. Он, Шьям и их друзья отправились на охоту, Радж немного отстал и заблудился.
Рашми и Радж проводят в лесу ночь, а потом весь день ищут выход. Во врем этого их симпатия усиливается.
Выйдя, наконец, на дорогу, они натыкаются на тех же хулиганов, которые приставали к Рашми. Завязывается драка. В этот момент из леса выходят Шьям и друзья и бегут заступаться за Раджа. После чего отвозят на машине Рашми в лагерь. Бойкая Кавита настаивает, чтобы ребята так же остановились с лагере. Шьям, видя симпатию Раджа и Рашми настаивает, чтобы Радж рассказал Рашми правду. Тот пытается, но безуспешно.
На следующий день Шьям и Рашми едут в город, чтобы Рашми могла позвонить домой, и встречают в отеле родителей Раджа. Те рады, что их сын познакомился с такой красивой девушкой. Шьям торопится в лагерь и привозит скорее Раджа. Сидя в кафе, родители пытаются узнать у Рашми имя её отца, но Раджи и Шьям перебивают, шутят, и не дают Рашми ответить. Однако, подходит официант и сообщает Рашми: «Ваш отец, Рандхир Сингх, звонит вам».
Тханрадж сажает в свою машину девушку и везёт её обратно в лагерь. По дороге он выясняет, что девушка — дочь семьи его врага. Он рассказывает Рашми, что именно убил когда-то убил её дядю, и требует её забыть Раджа.
Радж приезжает в лагерь к Рашми и признаётся, что всегда знал, кто она такая, но любовь оказалась сильнее.
Молодые люди начинают встречаться тайком. Их выслеживает отец Рашми. Он узнаёт Раджа, приходит в его дом и угрожает его дяде - Джасвану. Джасван скрывает от Тханраджа визит Рандхира, но требует, чтобы Радж перестал встречаться с Рашми. Однако, Радж не в силах этого сделать.
Рандхир Сингх договаривается о свадьбе дочери и устраивает её помолвку. Однако, он делает вид перед Рашми, что ни о чём не догадывается. А в доме запирает её потому, что так требуют предсвадебные традиции. Рашми просит Кавиту ей помочь. Кавита обращается к Раджу. В день помолвки Радж караулит Рашми возле дома, но его замечает Рандхир Сингх. Он избивает юношу и звонит его отцу с угрозами. Тханрадж в ярости, но Джасван умоляет его отнестись к сыну с пониманием. И Тханрадж смягчает своё сердце.
Кавита переодевает Рашми в наряд танцовщицы, и та, спрятав лицо под дупати, сбегает из дома. Кавита отвозит её к Раджу. Вместе влюблённые сбегают.
Найдя возле отдалённой деревни заброшенный храм, молодые люди поселяются в нём и самостоятельно проводят свадебный обряд.
Однако, люди Рандхира Сингха находят их. Рандхир Сингх подкупает наёмных убийц, чтобы расправиться с Раджем. Но его разговор услышала мать (бабушка Рашми), и поспешила в дом Тханраджа Сингха, чтобы предупредить об опасности.
Радж под вечер уходит в горы, чтобы нарубить дров, где на него нападают наёмные убийцы. С двумя он справляется, третий ранит его.
Рандхир Сингх приходит в заброшенный храм и говорит дочери, что не против её отношений с Раджем. Наивная Рашми верит. В этот момент появляется и семья Раджа: Джасван, Тханрадж и Шьям в сопровождении бабушки Рашми. Между Рандхиром и Тханраджем происходит драка, а со стороны скал раздаются выстрелы. Рашми бежит туда, громко зовя Раджа. И наёмный убийца стреляет в неё, как в свидетельницу. Радж справляется с убийцей и спешит к Рашми. Та умирает на его руках, говоря перед смертью: «Никто больше не разлучит нас». Не в силах пережить потерю любимой, Радж закалывает себя кинжалом.

## В ролях
| Актёр             | Роль                   |
| ----------------- | ---------------------- |
| Аамир Хан         | Радж                   |
| Джухи Чавла       | Рашми                  |
| Гога Капур        | Рандхир Сингх          |
| Далип Тахил       | Дханрадж Сингх         |
| Равиндра Капур    | Дхарампал Сингх        |
| Аша Шарма         | миссис Сарасвати Сингх |
| Алок Нат          | Джасвант Сингх         |
| Рахендранат Зутши | Шьям                   |
| Шехназ Кудиа      | Кавита                 |
| Чарушила          | Парвати                |

## Саундтрек
Вся музыка написана Анандом и Милиндом Шривастав.
| №                   | Название                    | Исполнитель(ница)       | Длительность |
| ------------------- | --------------------------- | ----------------------- | ------------ |
| 1.                  | «Akele Hain To Kya Gum Hai» | Удит Нараян, Алка Ягник | 5:57         |
| 2.                  | «Ae Mere Humsafar»          | Удит Нараян, Алка Ягник | 5:58         |
| 3.                  | «Gazab Ka Hai Din»          | Удит Нараян, Алка Ягник | 4:26         |
| 4.                  | «Kahe Sataye»               | Алка Ягник              | 2:18         |
| 5.                  | «Papa Kehte Hain»           | Удит Нараян             | 5:53         |
| 6.                  | «Papa Kehte Hain (Sad)»     | Удит Нараян             | 3:58         |
| Общая длительность: | Общая длительность:         | Общая длительность:     | 28:30        |

## Награды
- Filmfare Awards (1989)
  - премия в категории «лучший фильм» — Насир Хуссейн
  - премия в категории «лучший режиссёр» — Мансур Хан
  - премия в категории «лучший мужской дебют» — Аамир Хан
  - премия в категории «новое лицо» — Джухи Чавла
  - премия в категории «лучший сценарий» — Насир Хуссейн
  - премия в категории «лучший оператор» — Киран Деоханс
  - премия в категории «лучший композитор» — Ананд Шривастав и Милинд Шривастав
- Национальная кинопремия
  - премия в категории «лучший развлекательный фильм»[2]

## Прокат

### В СССР
В 1990 году Всесоюзное объединение по экспорту и импорту кинофильмов «Совэкспортфильм» приобрело фильм для проката на территории СССР.
На экраны фильм вышел в мае 1991 года. Демонстрировался в двух сериях, для любой аудитории, кроме показа на специальных сеансах для детей. Копия пленки находится на хранении в Госфильмофонде.
Фильм дублирован на Киностудии имени М. Горького. Режиссёр дубляжа — 
Юрий Мастюгин. Автор литературного перевода — Екатерина Барто. Роли дублировали: Любовь Германова (Рашми), Валерий Немешаев (Радж), Валерий Рыжаков (Дханрадж, отец Раджа), Борис Токарев (Джасвант), Эдуард Изотов (Рандхир, отец Рашми), Галина Казакова (Кавита), Алексей Иващенко (Шьям), Вячеслав Ковальков (Рагхувир Сингх), Владимир Балашов, Рудольф Панков, Игорь Тарадайкин (Ратан), Дмитрий Полонский (Бальвант и Баба), Владимир Басов (бандит шайки Бабы), Лариса Данилина (мать Рандхира, Дхарампала и Ратана), Даниил Нетребин (водитель грузовика), Ян Янакиев (Ман Сингх) и др.